# Pylaisia nana
Pylaisia nana är en bladmossart som beskrevs av Mitten 1891. Pylaisia nana ingår i släktet aspmossor, och familjen Hypnaceae. Inga underarter finns listade i Catalogue of Life.